# مراحل هاميلتون وهامبورغر
مراحل هاميلتون وهامبورغر (HH) في علم الأحياء النمائي هي مجموعة مكونة من 46 مرحلة زمنية في نمو الكتكوت بدءًا من وضع البيضة وصولًا إلى الكتكوت حديث الفقس. وترجع تسميته لمبتكريه فيكتور هامبورغر (Viktor Hamburger) وهاورد إل هاميلتون (Howard L. Hamilton)
تعد أجنة الدجاج نموذجًا حيًا مفيدًا في علم الأجنة التجريبي لعدة أسباب. يؤدي استئناسها إلى توافرها بأعداد أكثر من الفقاريات (مثل الفئران)، ولكونهم من البيوض، يمكن الحصول على الأجنة بسهولة. ومع ذلك، قد يؤثر على معدل النمو عدة عوامل، من بينها السلالة المعينة ودرجة حرارة الحضانة والتأخير بين الوضع والحضانة والمدة الزمنية في الTAHRAOUI DJALAL 
سنة والحاجة الشديدة لإنشاء نظام موحد يعتمد على علم التشكل بدلاً من العمر الزمني.
كان هناك محاولة سابقة لإنشاء نظام مورفولوجي لتنظيم تطوير الكتكوت من قبل علماء الأجنة الألمانيين كيبل (Keibel) وأبراهام (Abraham) عام 1990م، ولكن لم يحتوِِ هذه النظام على أي تفاصيل ولم يُستخدم على نطاق واسع، مع معظم الباحثين المعتمدين على عدد الجسيدة أو الفترة الزمنية لتحديد مرحلة النمو. كان مقصد هامبورغ وهاميلتون توفير وصف مفصل لأحداث النمو، على شاكلة النظام الأقدم لـعفريت الماء لأريسون.
يوفر نظام هامبورغر هاميلتون مزايا تفوق نظام كارنيجي (Carnegie system) من حيث إنه يسمح بتشخيص الكتكوت في حالة النمو أثناء جميع مراحل الأجنة ويُستخدم على نطاق واسع في علم أجنة الكتكوت.

## مراحل النمو
يمكن «تنظيم» مراحل أجنة الكتكوت وفقًا للمعالم المورفولوجية المختلفة. على الرغم من أن معظم أنظمة الأعضاء ذات مظهر نمطي في كل مرحلة، فهناك عدد قليل يفرض نفسه بطريقة خاصة لاستخدامه في تنظيم تطوير الكتكوت.
- في الجنين المبكر جدًا، يكون الخط الابتدائي العلامة الوحيدة الواضحة ويُستخدم شكلها وحجمها لتنظيم أجنة هامبورغر هاميلتون 1.
- يتشكل الجهاز العصبي بواسطة عملية تكون العصيبة. يمكن تعريف المراحل من 5–8 بتكوين طية الرأس والطيات العصبية واندماجهما لتكوين الأنبوب العصبي. يمكن اللجوء إلى توسيع الأنبوب العصبي الأمامي لتشكيل الدماغ لتحديد المراحل اللاحقة.
- يوفر تخلق الجسيدة – التجزئة التدريجية لـلأديم المتوسط – المجاور للمحور طريقة مريحة لتنظيم الأجنة بين المراحل 6 و14. تقوم الجسيدات بعملية التشكيل مع الانتظام المثير للدهشة كل 90 دقيقة. تحتوي المرحلة رقم عشرة من الأجنة من 10 جسيدات، وكقاعدة عامة، يكتسب الجنين 3 جسيدات أثناء كل مرحلة (بمعنى، المرحلة رقم 11 من الأجنة تحتوي على 13 جسيدة وتحتوي المرحلة رقم 12 من الأجنة على 16 وغيره). يلاحظ المؤلف إضافة إلى ذلك أن ما يتجاوز 22 جسيمة (هامبورغر هاميلتون 14) أفضل طريقة للاعتماد على العلامات الأخرى.
- تبدأ الأقواس الخيشومية؛ والتي سترتفع إلى هياكل الفك والبلعوم والحنجرة عند هامبورغر هاميلتون 14 وتُستخدم كعلامة أثناء مراحل التطوير.
- يبدأ تشكل الأجنة للأطراف بظهور البرعم الجناحي في المرحلة 16، وهو علامة بارزة لتحديد مرحلة أجنة الكتكوت حتى الفقس. وتظهر الهياكل الخاصة في الأطراف (مثل المفاصل والأرقام بين المراحل 15 و35)، ويُستخدم طول أصابع القدم في المراحل الأخيرة.
- يُستخدم تشكيل وتطوير الجفون والريش البدائي والمنقار بطريقة مشابهة لتحديد التطوير الأخير.